# Цындыжапов, Матвей Цыренович
Матвей Цыренович Цындыжапов (24 января 1981, Можайка, Бурятия — 6 октября 2007, Россия) — российский боксёр; Мастер спорта России. Первый профессиональный боксёр за всю историю Бурятии.

## Биография
Родился 24 января 1981 года в посёлке Можайка Еравнинского района Бурятской АССР в семье Цырена Сандановича Цындыжапова, Отличника народного просвещения РСФСР, Отличника физической культуры и спорта РФ, Заслуженного работника физической культуры Республики Бурятия; известного в республике Бурятии тренера по боксу, воспитавшего многих мастеров спорта.
По окончании в Можайке девяти классов, семья Цындыжаповых переехала жить в Улан-Удэ, где Матвей учился в профессиональном училище № 7, затем в — Бурятской государственной сельскохозяйственной академии.
Боксом начал заниматься с десяти лет у своего отца. В любительском боксе провёл 184 боя, в 174 боях победил. Был победителем международных турниров, чемпионом открытого чемпионата Монголии. чемпионом Вооружённых сил россии среди мужчин. Являлся членом молодёжной сборной России. В 2000 году Матвей выполнил норматив мастера спорта на всероссийском турнире «Братья Степановы» в Чите. В ноябре 2001 года он подписал контракт с японским клубом и дебютировал на профессиональном ринге. Его тренерами были заслуженный работник физической культуры России — Дулзэн Бабудоржиев и заслуженный тренер России — Александр Зимин; промоутерами — Кеиичиро Канехира и Зоригто Саханов.
В Японии по приглашению боксёрского клуба KYOEI BOXING GIMNASIUM находился четыре года. Здесь впервые вышел на профессиональный ринг. Завоевал пояс чемпиона Японии. После травмы руки и болезни глаза вернулся на родину.
Погиб в ДТП 6 октября 2007 года, в котором также погибли две сестры его жены. Автомобиль Цындыжапова «Мазда Премаси» на мосту через реку Уда на большой скорости столкнулся с грузовым «ЗИЛ-130», стоявшем на крайней правой полосе для проведения ремонтных работ. У Матвея осталась жена Эржена и дочь Дарина.

## Спортивные достижения
Любительский бокс:
- В 1993—2001 годах был победителем чемпионатов Бурятии по боксу.
- 1996 год — серебряный призёр международного турнира «Дети Азии».
- 1997 год — победитель чемпионата Москвы, победитель спортивного клуба ЦСКА, призёр России среди юношей.
- 1998 год — победитель Кубка России и первенства России среди молодёжи.
- 1999 год — победитель первенства Вооружённых сил России, победитель первенства ЦС ДСО «Динамо».
- 2000 год — победитель первенства ЦС ДСО «Динамо», чемпион Сибири и Дальнего Востока.
- 2001 год — победитель международного турнира «Байкал».

Профессиональный бокс:
- Провёл 8 боёв, все выиграл, 6 — нокаутом.